# Джаган, Джанет
Джанет Розенберг Джаган (англ. Janet Rosenberg Jagan, урожд. Джанет Розенберг; 20 октября 1920, Чикаго — 28 марта 2009, Джорджтаун) — премьер-министр Гайаны в 1997 году, президент Гайаны с 1997 по 1999 год.

## Биография
Родилась в Чикаго в буржуазной еврейской семье потомков эмигрантов из Венгрии и Румынии, принадлежавшей к верхушке среднего класса. Хотя её родители придерживались консервативных взглядов и всегда голосовали за республиканцев, Джанет с юности испытывала симпатии к марксизму. Училась в Северо-западном университете.
В 1943 году вышла замуж за Чедди Джагана, будущего президента Гайаны, а в те годы — зубного врача, и переехала в Гайану, где первые 10 лет работала медсестрой. В 1950 году стала одним из основателей Народной прогрессивной партии Гайаны (марксистской ориентации), с 1950 по 1970 год — генеральный секретарь партии.
В 1953 году была впервые избрана в парламент (от округа Эссекибо). В 1955 году, когда британские колониалисты отменили конституцию и сместили сформированное НПП правительство, Джаган была арестована на полгода. В 1957 году была вновь избрана в парламент, после чего назначена министром здравоохранения и труда. В 1963—1964 годах министр внутренних дел. После прихода к власти в 1964 году Народного национального конгресса Гайаны (ННК) — одна из лидеров оппозиции. В 1973—1997 годах — редактор общенациональной газеты «Mirror». С 1975 по 1997 год депутат парламента. В 1993 удостоена высшего ордена страны — «За заслуги».
В 1992 году Чедди Джаган был избран президентом Гайаны. После его смерти в марте 1997 года Джанет Джаган стала премьер-министром и вице-президентом. Одержав победу на президентских выборах осенью того же года, стала четвёртым президентом независимой Гайаны. ННК заявила, что выборы были сфальсифицированы, но международные наблюдатели и НПП отвергли эти обвинения. Продолжила политику мужа, направленную, с одной стороны, на увеличение притока иностранных инвестиций, а с другой — на повышение уровня социальной защиты населения и смягчение межрасовых противоречий. В августе 1999 года ушла в отставку с поста президента после перенесённого сердечного приступа. Согласно конституции, и. о. президента стал премьер-министр Бхаррат Джагдео.
К Джанет Джаган, еврейке по национальности и убеждённой коммунистке, всегда относились с подозрением в США; она занимала видное место в широко распространённых теориях «еврейского заговора». В Гайане же она по-прежнему популярна. В 1997 году ЮНЕСКО удостоило Джаган золотой медали имени Ганди за деятельность по укреплению мира, развитию демократии и борьбу за права женщин.
В 1997 году родственница Джанет Джаган, американский кинорежиссер Сьюзан Вассерман, сняла посвященный ей документальный биографический фильм «Гром в Гайане». По признанию Джанет, её еврейство, возможно, сыграло роль в том, что она всегда непримиримо относилась к социальному неравенству и стремилась к лучшей жизни для всех людей на Земле.
Позже Джаган уехала из Гайаны в Маракайбо, Венесуэла, для лечения. Позже она отправилась в Белен, Бразилия, для дополнительного лечения. Джанет Джаган умерла от аневризмы брюшной полости 28 марта 2009 года в Джорджтауне. Её тело было кремировано 31 марта 2009 года в Гайане.